# Менеджер з реклами
Ме́неджер з рекла́ми — фахівець, який виконує певні дії з просування на ринок марки товару, послуги або ідеї.
Менеджер з реклами планує і керує рекламною діяльністю, виходячи з цілей клієнтів і їхніх фінансових можливостей; координує діяльність рекламного агентства з розроблення рекламних програм, повідомлень, вибору придатних засобів масової інформації, часу появи реклами тощо.
Менеджер з реклами застосувує знання ринкової економіки та підприємництва, порядку ціноутворення та оподаткування, менеджменту та маркетингу, рекламної справи, засобів обчислювальної техніки, порядку розроблення договорів і контрактів на організацію і проведення рекламних кампаній, навичок етики ділового спілкування.
Основними особистими якостями менеджера з реклами є комунікабельність і активність. Менеджеру з реклами важливо вміти переконливо і невимушено розмовляти з різними людьми, у тому числі і з першими особами компанії. Активність для менеджера з реклами є умовою успішної кар'єри. Також менеджер з реклами повинен володіти креативним мисленням, бути здатним прораховувати рекламні заходи щодо збільшення продажів в короткостроковій і довгостроковій перспективі.